# Takin le Khazar
Abu Mansur Takin ibn Abdallah, connu sous le nom de Takin le Khazar (mort le 16 mars 933) était un commandant abbasside qui a servi trois fois en tant que gouverneur de l’Égypte.

## Biographie
D'origine khazarienne, il a grandi et est devenu officier sous le calife al-Mu'tadid (892–902). Il fut nommé gouverneur de l’Égypte en août 910, succédant à Isa al-Nushari,
et resta en poste jusqu'au 31 mai 915, date à laquelle il fut déposé par Mou'nis al-Muzaffar en raison de son incapacité à contenir l'invasion fatimide de la province et remplacé par Dhuka al-Rumi.
Il a été nommé de nouveau à ce poste en automne 919, après la mort de Dhuka, à nouveau au beau milieu d'une deuxième invasion fatimide. Il arriva à Fostat le 6 janvier 920. Une fois de plus, grâce à l'intervention d'une armée sous Mou'nis et d'une flotte sous Thamal al-Doulafi, l'invasion fatimide fut repoussée, les dernières troupes fatimides abandonnant l'oasis de Fayoum et fuyant à travers le désert. le 8 juillet 921. Takin a été remplacé le 22 juillet, mais a été réintégré brièvement quelques jours plus tard.
Son troisième et plus long mandat a débuté en mars / avril 924 et a duré jusqu'à sa propre mort, le 16 mars 933.

## Sources
- (en) Heinz Halm (trad. Michael Bonner), The Empire of the Mahdi : The Rise of the Fatimids, vol. 26, Leiden, BRILL, coll. « Handbook of Oriental Studies », 1996, 452 p. (ISBN 90-04-10056-3, lire en ligne)